# Zelowan galea
Zelowan galea Murphy & Russell-Smith, 2010 è un ragno appartenente alla famiglia Gnaphosidae.

## Etimologia
Il nome della specie deriva dal latino galea, che significa elmo di cuoio, in riferimento al profilo dell'epigino femminile visto ventralmente, rassomigliante a questo tipo di antico copricapo.

## Caratteristiche
L'olotipo femminile rinvenuto ha lunghezza totale è di 3,25mm; la lunghezza del cefalotorace è di 1,04mm; e la larghezza è di 0,90mm.

## Distribuzione
La specie è stata reperita nel Congo orientale: l'olotipo femminile è stato rinvenuto lungo il corso del fiume Kwango, nel territorio di Feshi, appartenente alla provincia di Bandundu.

## Tassonomia
Al 2016 non sono note sottospecie e dal 2010 non sono stati esaminati nuovi esemplari.